# Besetzung des Topf-und-Söhne-Geländes in Erfurt

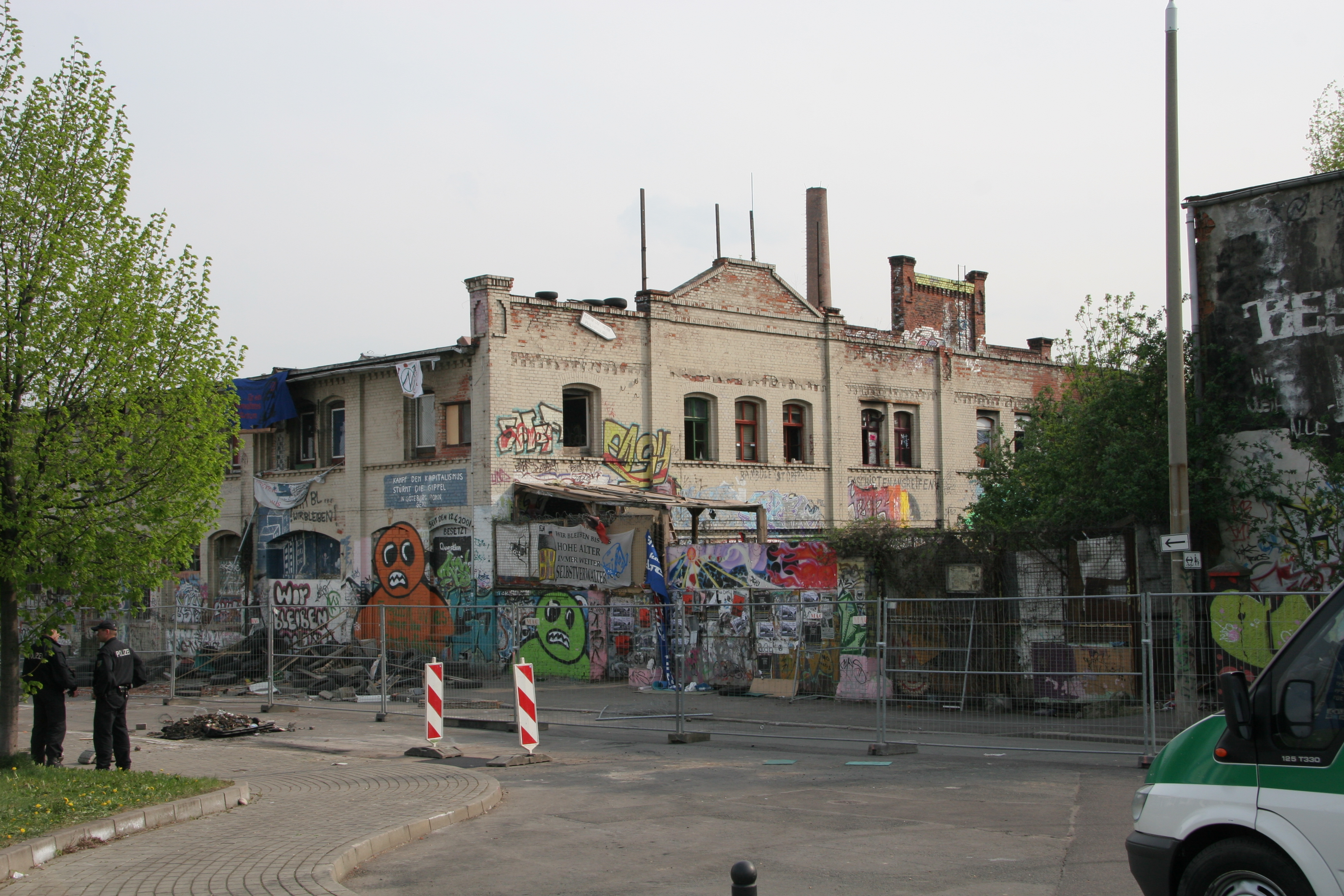
Das Werksgebäude am 16. April 2009 wenige Stunden nach der Räumung

Die Besetzung des Topf-und-Söhne-Geländes war eine Hausbesetzung auf dem stillgelegten Werksgelände des Unternehmens J. A. Topf und Söhne in der thüringischen Landeshauptstadt Erfurt. Die Besetzung begann am 12. April 2001 und endete am 16. April 2009 mit der Räumung des Geländes durch die Polizei. Besonders in den letzten Monaten der Besetzung kam es in Erfurt wiederholt zu Demonstrationen sowie zu Aktionen, die die Aufmerksamkeit der Medien auf sich zogen, wie etwa der „Entführung“ von Bernd dem Brot.

## Hintergrund
Das Unternehmen J. A. Topf und Söhne war ein Ofenhersteller, der 1878 in Erfurt gegründet wurde. Am Beginn des Zweiten Weltkriegs geriet das Unternehmen in finanzielle Schwierigkeiten, weshalb 1941 eine Zusammenarbeit mit dem Reichssicherheitshauptamt vereinbart wurde. Im Rahmen dieser Kooperation produzierte Topf und Söhne ab 1941 Krematoriums-Öfen u. a. für die Konzentrationslager Auschwitz, Buchenwald, Gusen und Dachau sowie Komponenten für die Gaskammern in Auschwitz, in denen insgesamt mehr als eine Million Menschen ermordet bzw. deren Leichen verbrannt wurden. Nach dem Zweiten Weltkrieg bestand das Unternehmen als VEB Erfurter Mälzerei- und Speicherbau EMS in der DDR weiter und gehörte zum Schluss zum Kombinat Fortschritt Landmaschinen. Nach der Ausgründung als GmbH 1990 ging es 1994 in Insolvenz, womit das Firmengelände stillgelegt wurde.
Das Firmengelände befand sich anschließend in Besitz der Landesentwicklungsgesellschaft Thüringen, die es 2007 an die Domicil Hausbau GmbH aus Mühlhausen verkaufte. Sie plante eine Neubebauung des Geländes mit Wohn- und Geschäftshäusern.

## Besetzung
Während der über achtjährigen Besetzung des Geländes führten die Besetzer Informationsveranstaltungen und Führungen durch das Werksgelände durch, um die Geschichte des Unternehmens und dessen Verstrickung mit den Nationalsozialisten aufzuarbeiten. Die Werkshallen waren bis zum Schluss zu großen Teilen im baulichen Originalzustand erhalten worden, standen jedoch leer.
Darüber hinaus wurde das besetzte Haus als Treffpunkt der linksautonomen Szene und für Veranstaltungen genutzt. Gegen Ende der Besetzung lebten etwa 30 Personen dauerhaft auf dem Gelände. Am 4. Februar 2009 kam es auf dem Gelände zu einem Brand, bei dem Sachschaden entstand, aber niemand verletzt wurde.

## Demonstrationen und Aktionen gegen die Räumung
Als das Gelände 2007 an einen privaten Investor verkauft wurde, mehrten sich bei den Besetzern die Ängste vor einer bevorstehenden Räumung des Gebiets. Zu einer ersten größeren Demonstration zum Erhalt des besetzten Hauses kam es am 10. Oktober 2008, weitere folgten am 22. November, am 24. Januar 2009, mit über 1000 Teilnehmern, und am 16. April 2009.
Am 21. Januar 2009 entwendeten einige Aktivisten eine Plastikfigur von Bernd dem Brot, die vor dem Erfurter Rathaus aufgestellt war. Am 1. Februar 2009 wurde die Plastikfigur auf dem Gelände einer ehemaligen Kaserne in Nohra bei Weimar gefunden und zurück an ihren angestammten Platz gebracht.

## Räumung

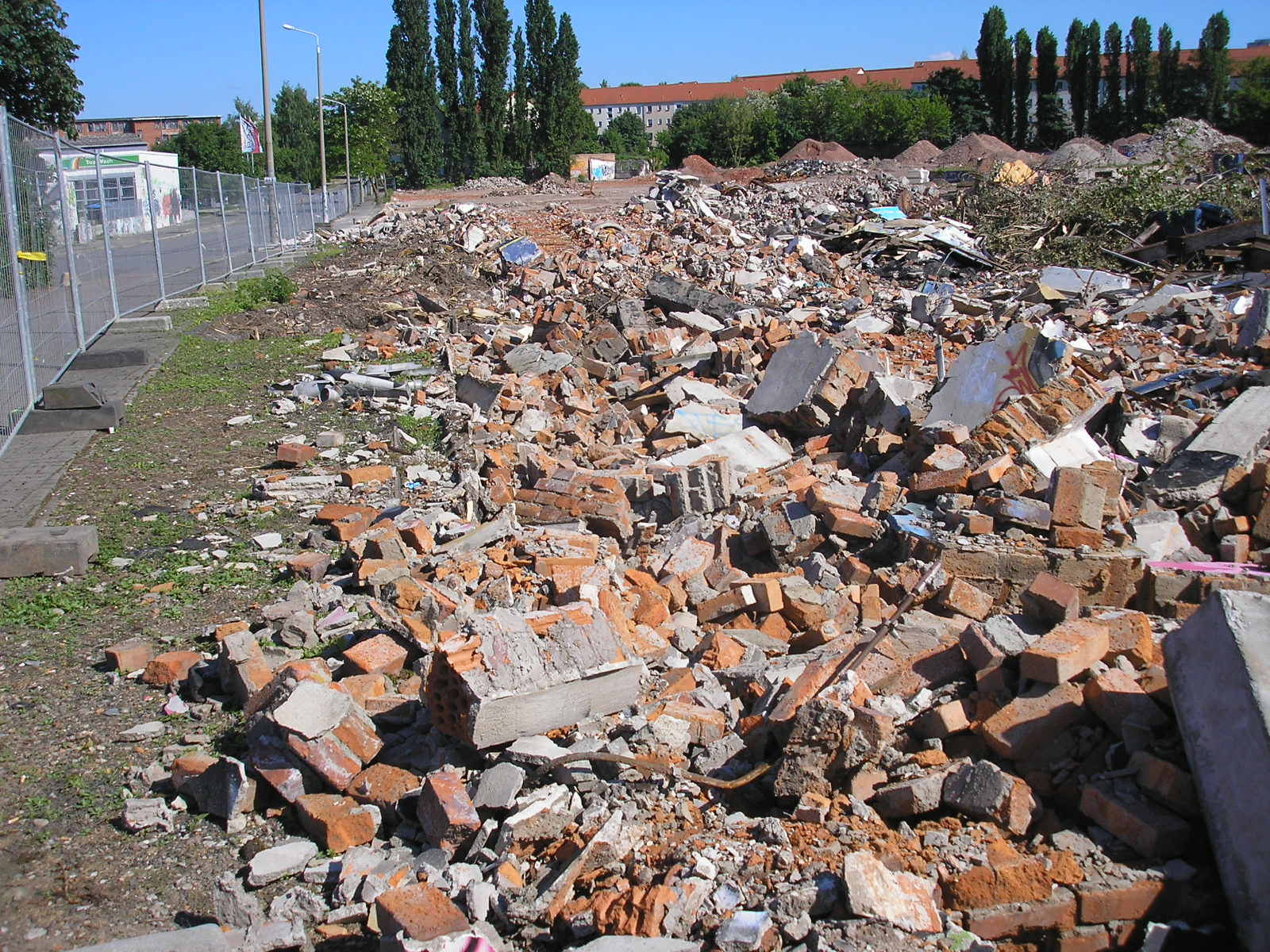
Blick über das Gelände am 23. Mai 2009

Am 13. Februar 2009 wurde eine Räumungsklage gegen die Besetzer eingereicht. Daraufhin versuchten diese erfolglos ein anderes Gelände im Norden Erfurts zu besetzen.
Am 3. April 2009 ordnete das Landgericht Erfurt in einem Urteil eine Räumung des Geländes durch die Besetzer an. Nachdem diese sich weigerten, das Gelände zu verlassen, wurde das Gelände bei einem Großeinsatz der Polizei am 16. April 2009 geräumt. Mehrere hundert Polizisten waren in den frühen Morgenstunden an dem Einsatz beteiligt, der etwa 1,2 Millionen Euro kostete. Im Thüringer Landtag wurde das Vorgehen der Polizei am 8. Mai 2009 in einer öffentlichen Plenarsitzung diskutiert.
Sofort nach der Räumung des Geländes wurde mit dem völligen Abbruch aller Gebäude mit Ausnahme des ehemaligen Verwaltungsgebäudes begonnen. Im Verwaltungsgebäude wurde 2011 der Erinnerungsort Topf & Söhne eröffnet, der auch eine Ausstellung zur Unternehmensgeschichte zeigt.